# Kama Tarkhan
 (octobre 2011).
Si vous disposez d'ouvrages ou d'articles de référence ou si vous connaissez des sites web de qualité traitant du thème abordé ici, merci de compléter l'article en donnant les références utiles à sa vérifiabilité et en les liant à la section « Notes et références ».

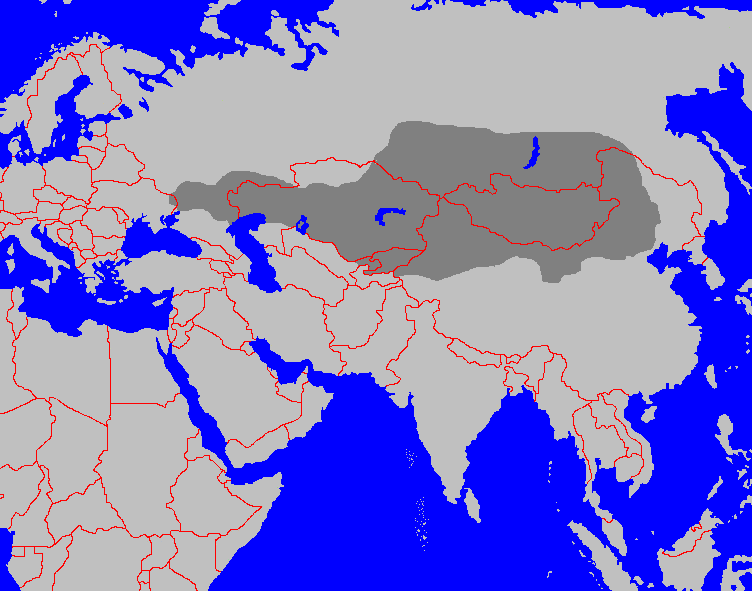
Zone d'influence des Xiongnu du IIe siècle av. J.-C. au IIe siècle.

Kama Tarkhan serait un souverain légendaire des Huns grâce auquel une file de Huns aurait fui la conquête du général Ban Chao (班超) sur les nomades Xiongnu au Ier siècle. Sa colonne serait parvenue sur les contours de la mer Caspienne, citée par Tacite dans ses écrits.
La sécheresse et d'autres maux l'aurait poussé à emmener les siens vers des terres plus fertiles.
La possibilité de son existence donne une amorce à ce que va devenir le puissant Empire hunnique.